# Veronika Marchenko
Veronika Serhivna Marchenko (en ucraniano: Вероніка Сергіївна Марченко; Leópolis, 3 de abril de 1993) es una deportista ucraniana que compitió en tiro con arco, en la modalidad de arco recurvo.
Ganó dos medallas en el Campeonato Mundial de Tiro con Arco en Sala, en los años 2014 y 2018, dos medallas de oro en el Campeonato Europeo de Tiro con Arco al Aire Libre de 2016 y tres medallas en el Campeonato Europeo de Tiro con Arco en Sala, en los años 2017 y 2022.
En los Juegos Europeos de Bakú 2015 consiguió una medalla de bronce en la prueba por equipo.

## Palmarés internacional
| Campeonato Mundial en Sala       | Campeonato Mundial en Sala | Campeonato Mundial en Sala | Campeonato Mundial en Sala |
| Año                              | Lugar                      | Medalla                    | Prueba                     |
| -------------------------------- | -------------------------- | -------------------------- | -------------------------- |
| 2014                             | Nimes (Francia)            | Medalla de oro             | Equipo                     |
| 2018                             | Yankton (Estados Unidos)   | Medalla de bronce          | Equipo                     |
| Juegos Europeos                  |                            |                            |                            |
| Año                              | Lugar                      | Medalla                    | Prueba                     |
| 2015                             | Bakú (Azerbaiyán)          | Medalla de bronce          | Equipo                     |
| Campeonato Europeo al Aire Libre |                            |                            |                            |
| Año                              | Lugar                      | Medalla                    | Prueba                     |
| 2016                             | Nottingham (Reino Unido)   | Medalla de oro             | Individual                 |
| 2016                             | Nottingham (Reino Unido)   | Medalla de oro             | Equipo                     |
| Campeonato Europeo en Sala       |                            |                            |                            |
| Año                              | Lugar                      | Medalla                    | Prueba                     |
| 2017                             | Vittel (Francia)           | Medalla de oro             | Individual                 |
| 2017                             | Vittel (Francia)           | Medalla de bronce          | Equipo                     |
| 2022                             | Laško (Eslovenia)          | Medalla de oro             | Equipo                     |